# Khanjali
Il khanjali (scritto anche kinjhal) o kama, conosciuto anche come "coltello circasso", è un'arma bianca manesca del tipo spada corta (daga) sviluppata in Circassia. Si tratta di una daga a doppio filo usata nel Caucaso sin dall’antichità. La forma di quest’arma è simile a quella del gladio romano, nella sua forma più antica, del dirk scozzese, e dello xiphos usato nella Grecia classica. Gli abitanti del Caucaso lo hanno utilizzato come arma secondaria a partire dal XVIII secolo. Simili daghe corredate dal caratteristico fodero sono tipicamente pesantemente incise e decorate ad agemina o niello in oro e argento; in alcuni casi sono aggiunte anche pietre preziose incastonate. Il fodero terminerà normalmente con una sferetta decorativa sulla punta e la l’impugnatura è normalmente costituita da materiali come legno o avorio.

Ha una lama in acciaio massiccia, a doppio taglio, spesso con più scanalature. L’impugnatura è incassata fra un vistoso pomolo e una guardia poco sporgente che assicura comunque un minimo di protezione alle dita. Il nome significa "il coltello" nelle lingue turche e in russo.
I cosacchi hanno adottato questo tipo di coltello-pugnale come loro personale arma standard, riconoscendone l’efficacia nel combattimento ravvicinato e la sua buona manovrabilità. Nella panoplia del guerriero cosacco figura a fianco delle šaška. Poeti russi come Aleksandr Puškin e Michail Lermontov hanno celebrato quest’arma nei loro poemi